# Strojnica
Strojnica (Graphosoma) – rodzaj pluskwiaków z podrzędu różnoskrzydłych i rodziny tarczówkowatych.
Pluskwiaki te mają kontrastowe ubarwienie ciała, złożone z pasów barwy czarnej i czerwonej lub pomarańczowej. Przedplecze ich pozbawione jest młotkowatych wyrostków na przednio-bocznych krawędziach. Tarczka jest duża, językokształtna, przykrywająca większość powierzchni półpokryw.
Rodzaj palearktyczny. W Europie reprezentowany jest przez 5 gatunków, z których w Polsce stwierdzono tylko strojnicę włoską.
Takson ten wprowadził w 1833 roku Francis de Laporte de Castelnau. Obejmuje ponad 11 opisanych gatunków:
- Graphosoma alkani Lodos, 1959
- Graphosoma consimile Horváth, 1903
- Graphosoma creticum Horváth, 1909
- Graphosoma interruptum White, 1839
- Graphosoma inexpectatum Carapezza & Jindra, 2008
- Graphosoma italicum (O. F. Müller, 1766) – strojnica włoska
- Graphosoma lineatum (Linnaeus, 1758) – strojnica baldaszkówka
- Graphosoma melanoxanthum Horvath, 1903
- Graphosoma rubrolineatum (Westwood, 1837)
- Graphosoma semipunctatum (Fabricius, 1775) – strojnica plamista
- Graphosoma stali Horváth, 1881